# 2012년 미국 상원의원 선거
2012년 미국 상원의원 선거는 2012년에 치른 미국의 상원의원 선거이다. 